# 永井野村
永井野村（ながいのむら）は福島県大沼郡にあった村。現在の会津美里町中部、只見線会津高田駅の南西、宮川中流左岸にあたる。

## 地理
- 河川：宮川

## 歴史
- 1889年（明治22年）4月1日 - 町村制の施行により、永井野村、杉屋村、荻窪村、上戸原村、松沢村、蛇喰村、松岸村の区域をもって発足。
- 1955年（昭和30年）3月31日 - 高田町、赤沢村、尾岐村、東尾岐村、旭村、藤川村と合併して会津高田町が発足。同日永井野村廃止。